# С кем бы побегать
«С кем бы побе́гать» (ивр. מישהו לרוץ אתו‎ — Ми́шеху лару́ц ито́) — роман-бестселлер израильского писателя Давида Гроссмана. Впервые вышел в 2000 году на иврите, переведён на множество других языков и неоднократно переиздавался в Израиле и за рубежом.
Книга получила премию «Сапир» за 2001 год, а в 2003 и 2007 годах попала в список самых читаемых книг Израиля по результатам книжного парада, организованного Министерством образования и Ассоциацией издателей. В этом списке оставалась до 2010 года.

## Сюжет
Застенчивый 16-летний подросток Асаф подрабатывает на каникулах в мэрии Иерусалима. Ему поручают разыскать хозяина потерявшейся собаки и вручить повестку на оплату штрафа. С этого момента спокойная жизнь Асафа превращается в сплошное приключение. Собака по имени Динка несётся по иерусалимским улицам, за ней бежит Асаф.
Динка приводит Асафа сначала в пиццерию, потом в греческий монастырь, затем в заброшенный дом бывшей арабской деревни Лифта, превратившийся в прибежище молодых наркоманов. Асафа по ошибке даже задерживает полиция, принимая его за продавца наркотиков.
Одновременно по тем же улицам ходит хозяйка Динки — талантливая молодая певица Тамар, также 16 лет, которая ушла из дома и поёт на улицах и площадях, а затем внедряется в коммуну молодых артистов, управляемую криминальным авторитетом Песахом, наживающимся на талантах. Тамар пытается спасти своего брата Шая, гениального гитариста, которого Песах сделал наркоманом.
Встреча Асафа и Тамар предопределена сюжетом, но до этого они оба переживут много приключений.

## Главные герои
- Асаф — 16-летний парень, школьник.
- Тамар — молодая певица.
- Шай — талантливый гитарист, брат Тамар.
- Песах — глава иерусалимской наркомафии.

## Оценки и критика
В Израиле роман имел большой успех, издан тиражом более 150 тысяч экземпляров и получил престижную премию Сапира в 2001 году. Книга стала победителем израильского Конкурса книг для детей и молодёжи и получила также премию Buxtehuder Bulle в Германии.
Роман получил также положительные отзывы критики. Мастерство автора отмечается Марильей Пиччоне в анонсе итальянского издания и Кристиной Тернерс по немецкому изданию в рецензии для Neue Zürcher Zeitung. Юрген Штальберг в статье Frankfurter Allgemeine Zeitung хвалит интересный сюжет, однако отмечает некоторую затянутость. Умение Гроссмана выстроить интересный сюжет, показать реалистичный мир переживаний современных подростков отмечается в редакционной рецензии журнала Salon.
Обозреватель Christian Science Monitor Рон Чарльз в рецензии на английский перевод книги называет роман «восхитительным» и утверждает, что вслед за израильтянами и немцами пришла очередь американцев полюбить его.
Специалист по подростковой литературе Леокадия Френкель в рецензии на русский перевод отмечает, что в книге благодаря внутренним монологам хорошо отражены молодёжные проблемы. И книгу очень полезно и интересно читать именно подросткам, но и взрослым тоже.
Дмитрий Прокофьев в журнале «Лехаим» пишет, что на фоне «стерильной» подростковой литературы в Израиле успех такого романа был неизбежен, учитывая сюжет «не хуже, чем у Диккенса и Александра Дюма», а также «умение писателя выстроить интригу, очертить характер», плюс живой и хороший язык. Однако, по мнению Прокофьева, «основной пафос романа Гроссмана заключается в том, что любви и сочувствия заслуживают только полные неудачники, а в России сейчас как-то не слишком принято любить „лузеров“, это устаревшая мода» и потому успеха у российской читательской аудитории не будет. Кроме того, Прокофьев критикует качество перевода на русский язык, особенно диалогов. Сочинения Гроссмана Прокофьев полагает не искусством, а потребительским товаром на рынке, литературным аналогом жевательной резинки или пива.
В октябре 2012 года в Екатеринбурге книга, выпущенная на русском языке издательством «Розовый жираф», попала в «чёрный список» изданий, содержащих порнографические материалы, в связи с возбуждением уголовного дела в отношении «группы неустановленных лиц, действовавших по предварительному сговору», по жалобе общественной организации «Уральский родительский комитет» на нарушение положений федерального закона «О защите детей от информации, причиняющей вред их здоровью и развитию». В конце июля 2013 года уголовное дело было прекращено за отсутствием состава преступления.

## Издания
Роман был впервые издан в 2000 году на иврите. Переведён на немецкий, итальянский, английский, польский, русский и украинский языки и неоднократно переиздавался. На русском языке впервые издан в переводе Гали-Даны и Некода Зингеров в издательстве «Фантом-пресс» в 2004 году.
Некоторые издания:
- דויד גרוסמן. מישהו לרוץ אתו (иврит). — הספריה החדשה, 2000. — 340 с.
- David Grossman. Wohin du mich führst (нем.). — Carl Hanser Verlag, 2001. — S. 437. — ISBN 978-3-446-20021-0.
- David Grossman. Qualcuno con cui correre (итал.) / Alessandra Shomroni. — Mondadori, 2001. — 364 p. — ISBN 978-88-04-48858-3.
- David Grossman. Wohin du mich führst (нем.). — Deutscher Taschenbuch Verlag, 2003. — S. 448. — ISBN 978-3-423-62138-0.
- David Grossman. Someone to Run With: A Novel (англ.) / transl. Vered Almog, Maya Gurantz. — Farrar, Straus and Giroux, 2004. — 343 p. — ISBN 978-0-374-26657-8.
- Давид Гроссман. С кем бы побегать / Пер. с иврита Г.-Д. Зингер, Н. Зингера. — Фантом Пресс, 2004. — (Зебра). — 6000 экз. — ISBN 978-5-86471-342-6.
- David Grossman. Someone to Run With (англ.) / transl. Vered Almog. — Bloomsbury Publishing, 2004. — 384 p. — ISBN 978-0-7475-6812-4.
- David Grossman. Someone to Run With (англ.) / transl. Vered Almog, Maya Gurantz. — Farrar, Straus and Giroux, 2005. — 352 p. — ISBN 978-1-4668-0372-5.
- David Grossman. Kto ze mną pobiegnie (пол.) / tłumaczenie: Leszek Kwiatkowski. — Warszawa: Wydawnictwo W.A.B., 2006. — 464 с. — ISBN 978-83-7414-221-2.
- David Grossman. Someone to Run With (англ.) / transl. Vered Almog, Maya Gurantz. — Farrar, Straus and Giroux, 2009. — 352 p. — ISBN 978-1-4088-0666-1.
- Давид Гроссман. С кем бы побегать. — Розовый жираф, 2011. — («Вот это книга!»). — ISBN 978-5-903497-50-8.
- Давид Гроссман. З ким би побігати (укр.) / пер. Володимира Верховеня[укр.]. — Фолио[укр.], 2015. — 348 с. — («Карта світу»). — ISBN 978-966-03-7307-5.

## Экранизация
Роман был экранизирован в Израиле в 2006 году под тем же названием. Режиссёр Одед Давидофф выбрал на главные роли непрофессиональных актёров, для каждого из которых эта роль была первой в кино.
Цахи Град, игравший роль Песаха, получил главный приз израильской киноакадемии — премию «Офир» в 2006 году за лучшую мужскую роль второго плана. Фильм был номинирован на эту премию в 11 категориях. В 2007 году на кинофестивале в Майами исполнительница главной роли Бар Бельфер получила главный приз жюри за оригинальное и впечатляющее исполнение, а также специальную награду жюри.